# Orden und Ehrenzeichen des Vereinigten Königreichs
Orden und Ehrenzeichen des Vereinigten Königreichs sind die im Vereinigten Königreich früher oder gegenwärtig durch den Monarchen vergebenen staatlichen Verdienstauszeichnungen. Es wird dabei zwischen Orden (englisch orders) und Ehrenzeichen (englisch decorations) unterschieden – der wesentliche Unterschied ist, dass die Empfänger von Ehrenzeichen keine Ordensgemeinschaften bilden. Außerhalb dieses Systems steht die Auszeichnung als Knight Bachelor, eine Ritterwürde ohne Zugehörigkeit zu einer Ordensgemeinschaft. Die Orden und Ehrenzeichen werden jährlich anlässlich der Birthday Honours sowie der New Year Honours verliehen und in der London Gazette veröffentlicht.

## Orden(orders of chivalry)
Die Aufsicht über die staatlichen Ritterorden (orders) führt die Central Chancery of the Orders of Knighthood in London, an die beim Ableben des Ordensmitglieds auch die Insignien zurückgegeben werden müssen. Welche das sind, hängt von der jeweiligen Auszeichnung ab und ist je nach Statut verschieden. Als Überbegriff für diese Art von Orden wird im Vereinigten Königreich der Ausdruck orders of chivalry gebraucht. Für jene Orden, deren höchste Klassen die gleichzeitige Verleihung der Ritterwürde (als Sir oder Dame) mit sich bringen, ist die Benennung orders of knighthood üblich.

### Orden mit Ritterwürde
(In protokollarischer Rangordnung)
| Name                                 | Post-Nominal               | Bild                     | Bandschnalle                                                          | Stiftungsjahr | Klassen | Anmerkung |
| ------------------------------------ | -------------------------- | ------------------------ | --------------------------------------------------------------------- | ------------- | ------- | --- |
| Hosenbandorden (Order of the Garter) | KG/LG                      | Abzeichen · Bruststern   |                                                                       | 1348          | 1       | Höchster Orden Englands, Wales und Nordirlands (max. 24 Mitglieder, exkl. der Königsfamilie) |
| Distelorden (Order of the Thistle)   | KT/LT                      | Abzeichen · Bruststern   |                                                                       | 1687          | 1       | Höchster Orden Schottlands (max. 16 Mitglieder, exkl. der Königsfamilie) |
| Order of Saint Patrick               | KP                         | Abzeichen · Bruststern   |                                                                       | 1783          | 1       | Höchster Orden Irlands (max. 22 Mitglieder, exkl. der Königsfamilie), wird seit 1922 (Unabhängigkeit der Republik Irland) nicht mehr verliehen                                                                                     |
| Order of the Bath                    | GCB KCB/DCB CB             | Abzeichen · Bruststern   |                                                                       | 1725          | 3       | Insbesondere für zivile und militärische Beamte |
| Order of the Star of India           | GCSI KCSI CSI              | Abzeichen · Bruststern   |                                                                       | 1861          | 3       | Höchster Orden des Indian Empires, wird seit 1947 (Unabhängigkeit von Indien und Pakistan) nicht mehr verliehen |
| Order of St. Michael and St. George  | GCMG KCMG/DCMG CMG         | Abzeichen · Bruststern   |                                                                       | 1818          | 3       | Insbesondere für Diplomaten |
| Order of the Indian Empire           | GCIE KCIE CIE              | Abzeichen und Bruststern |                                                                       | 1877          | 3       | Orden für zivile und militärische Beamte im indischen Empire, wird seit 1947 nicht mehr verliehen |
| Royal Victorian Order                | GCVO KCVO/DCVO CVO LVO MVO | Abzeichen · Bruststern   |                                                                       | 1896          | 5       | Insbesondere für Beamte des königlichen Hofstaats |
| Order of the British Empire          | GBE KBE/DBE CBE OBE MBE    | Abzeichen · Bruststern   | Bandschnalle, militärische Abteilung · Bandschnalle, zivile Abteilung | 1917          | 5       | Höchster ziviler Verdienstorden mit Ritterwürde, für besondere Verdienste in der Kunst, Musik, Literatur, Naturwissenschaft, Politik, Industrie und Religion. Wurde zeitgleich mit dem Order of the Companions of Honour gestiftet |

### Orden ohne Ritterwürde
| Name                              | Post-Nominal | Bild                                             | Bandschnalle | Stiftungsjahr | Klassen | Anmerkung |
| --------------------------------- | ------------ | ------------------------------------------------ | --- | ------------- | ------- | --- |
| Order of Merit                    | OM           | Order of Merit                                   | | 1902          | 1       | Höchster allgemeiner Verdienstorden ohne Ritterwürde (max. 24 Mitglieder).                                                                                        |
| Order of the Companions of Honour | CH           |                                                  | | 1917          | 1       | Für Verdienste in der Kunst, Musik, Literatur, Naturwissenschaft, Politik, Industrie und Religion. Wurde zeitgleich mit dem Order of the British Empire gestiftet |
| Distinguished Service Order       | DSO          |                                                  | | 1886          | 1       | Höchster militärischer Orden für Verdienste im Krieg. |
| Imperial Service Order            | ISO          |                                                  | | 1902          | 1       | |
| Order of the Crown of India       | CI           |                                                  | | 1878          | 1       | Damenorden für Adlige und Amtsträgerinnen im indischen Empire, wird seit 1947 nicht mehr verliehen                                                                |
| Order of British India            | OBI          | Order of British India, zweiter Klasse 1837–1838 | Order of British India, Bandschnalle erster Klasse 1939–1947 · Order of British India, Bandschnalle zweiter Klasse 1939–1947 | 1837          | 2       | Für indische Offiziere der britischen Kolonialarmee, wird seit 1947 nicht mehr verliehen                                                                          |
| Order of Burma                    | OB           | Order of Burma                                   | Bandschnalle | 1940          | 1       | Für burmesische Offiziere der britischen Kolonialarmee, wird seit 1948 nicht mehr verliehen                                                                       |

## Ehrenzeichen(decorations)
Ehrenzeichen können die Form von Verdienstkreuzen oder Medaillen haben.
| Name                        | Post-Nominal | Bild                                                                                        | Bandschnalle                              | Stiftungsjahr | Klassen | Anmerkung |
| --------------------------- | ------------ | ------------------------------------------------------------------------------------------- | ----------------------------------------- | ------------- | ------- | --- |
| Victoria Cross              | VC           | Victoria-Kreuz, Avers                                                                       | Victoria Cross, Bandschnalle              | 1856          | –       | Höchste militärische Auszeichnung für herausragende Tapferkeit im Angesicht des Feindes. Ihre Mitglieder stehen vor allen anderen Ordensmitgliedern. |
| George Cross                | GC           | Georgs-Kreuz, Avers                                                                         | George Cross, Bandschnalle                | 1940          | –       | Höchste zivile Auszeichnung für herausragende Tapferkeit. Ihre Mitglieder stehen vor allen anderen Ordensmitgliedern.                                |
| Conspicuous Gallantry Cross | CGC          | Conspicuous Gallantry Cross, Avers                                                          | Conspicuous Gallantry Cross, Bandschnalle | 1993          | –       | Zweithöchste militärische Auszeichnung für besondere Tapferkeit während eines Kampfeinsatzes.                                                        |
| Royal Red Cross             | RRC ARRC     | Royal Red Cross                                                                             | Royal Red Cross, Bandschnalle             | 1883          | 2       | Für besondere Leistungen in der militärischen Krankenpflege.                                                                                         |
| George Medal                | GM           | George Medal, Avers                                                                         | George Medal, Bandschnalle                | 1940          | –       | Für außerordentliche Tapferkeit (zivil). Avers der Medaille zeigt stets das Porträt des regierenden Monarchen                                        |
| Distinguished Service Cross | DSC          | Distinguished Service Cross                                                                 | Distinguished Service Cross, Bandschnalle | 1901          | –       | Höchste Auszeichnung der Royal Navy. Avers des Kreuzes zeigt stets die Initialen des regierenden Monarchen                                           |
| Military Cross              | MC           | Military Cross, Avers                                                                       | Military Cross, Bandschnalle              | 1914          | –       | Höchste Auszeichnung der British Army. Avers des Kreuzes zeigt stets die Initialen des regierenden Monarchen                                         |
| Distinguished Flying Cross  | DFC          | Distinguished Flying Cross, Avers                                                           | Distinguished Flying Cross, Bandschnalle  | 1918          | –       | Höchste Auszeichnung der Royal Air Force. |
| Sea Gallantry Medal         | SGM          |                                                                                             | Bandschnalle                              | 1854          | –       | Zivilauszeichnung für die Rettung von Menschenleben auf See.                                                                                         |
| Queen’s Gallantry Medal     | QGM          |                                                                                             | Bandschnalle                              | 1974          | –       | Für besondere Tapferkeit. |
| Air Force Cross             | AFC          |                                                                                             | Bandschnalle                              | 1918          | –       | Zweithöchste Auszeichnung der Royal Air Force. |
| Kaisar-i-Hind Medal         | –            | Kaisar-i-Hind Medal                                                                         | Kaisar-i-Hind Medal, Bandschnalle         | 1900          | 3       | Für Verdienste um das Indian Empire, wird seit 1947 nicht mehr verliehen                                                                             |
| Crimea War Medal            | –            | Crimea War Medal, Avers · Crimea War Medal, Revers                                          | Crimea War Medal, Bandschnalle            | 1856          | –       | Für Soldaten des Krimkriegs, wird nicht mehr verliehen. Spangen (bars) für: Alma Inkerman Azoff Balaklava Sebastopol                                 |
| Baltic Medal                | –            | Baltic Medal, Avers · Baltic Medal, Revers                                                  | Baltic Medal, Bandschnalle                | 1856          | –       | Für Soldaten der Kampfhandlungen im Ostseeraum während des Krimkriegs, wird nicht mehr verliehen                                                     |
| British War Medal           | –            | British War Medal, Avers · British War Medal, Revers                                        | British War Medal, Bandschnalle           | 1918          | –       | Für Soldaten im Ersten Weltkrieg, wird nicht mehr verliehen                                                                                          |
| Mentioned in Despatches     | –            | Mentioned in Despatches, Ausführung ab 1994 · Mentioned in Despatches, Ausführung 1920–1994 |                                           |               | –       | Für militärische Leistungen im Einsatz. |

## Übersicht über die Rangfolge(precedence)
Das System der Rangfolge (precedence) der einzelnen Orden und Ehrenzeichen ist sehr detailliert und komplex, so dass hier nur die wesentlichen Grundzüge erläutert werden:
Victoria Cross und George Cross stehen als einzige Ehrenzeichen in der Rangfolge vor den Ritterorden, wobei hier die ehemaligen Hoforden (Hosenbandorden, Distelorden, Order of Saint Patrick) an vorderster Stelle stehen. Es folgen die Mitglieder des Order of Merit.
Anschließend kommen die in mehrere Ordensstufen unterteilten Ritterorden, entsprechend dem Datum ihrer Stiftung: Order of the Bath – Order of St. Michael and St. George – Royal Victorian Order – Order of the British Empire. Dabei genießen die Mitglieder der höheren Stufe eines niedrigeren Ordens stets den Vortritt vor Mitgliedern niedrigerer Stufen eines höheren Ordens (konkret bedeutet das, dass z. B. ein Knight Grand Cross of the Order of the British Empire über einem Companion of the Order of the Bath steht). Die Companions of Honour sind in diesem Schema unmittelbar nach den Knights Grand Cross der mehrstufigen Ritterorden eingeordnet, Mitglieder des Distinguished Service Order nach den Knights Commander dieser Ritterorden.
Unterhalb der Ritterorden folgen die Ehrenzeichen, wobei das Conspicuous Gallantry Cross (das an alle britischen Soldaten verliehen werden kann) Vorrang vor denjenigen Auszeichnungen genießt, die jeweils einem Truppenteil zugeordnet wurden (Distinguished Service Cross für Angehörige der Marine, Military Cross für Angehörige des Heeres und Distinguished Flying Cross für Angehörige der Luftwaffe).